# Цветная монета

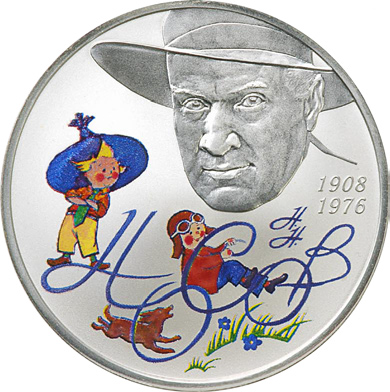
Первая цветная монета, выпущенная Банком России. Цветное изображение нанесено методом тампонной печати

Цветная монета — монета, покрытая цветной эмалью, глазурью или лаком. Обычно данный вид монет предназначен для коллекционирования. Цветной зачастую является только одна их сторона.
Некоторые цветные монеты выпускают в обращение, например в Канаде это монета номиналом в 25 центов с изображением красного мака, появившаяся в 2004 году. Первая российская цветная монета, номиналом 2 рубля, была выпущена 1 ноября 2008 года. Она содержала 15,55 грамма чистого серебра и вышла в серии «Выдающиеся личности России» (Детский писатель Н. Н. Носов — 100 лет со дня рождения).
Второй цветной российской монетой стала серебряная монета, выпущенная в 2009 году, номиналом 3 рубля 925 пробы «50-летие начала исследования Луны космическими аппаратами».
Австралийские монеты серии «Лунный календарь» также выполнены в цвете.

## Галерея

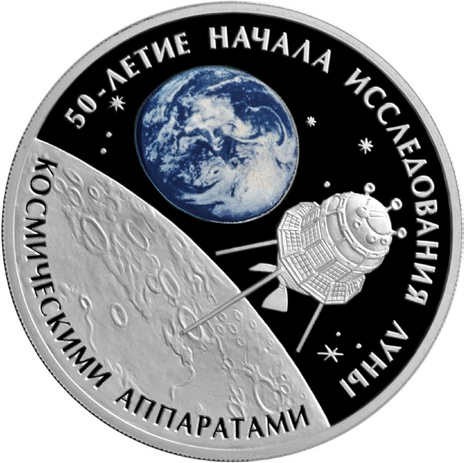
Российская монета серии «Космос», 3 рубля, серебро
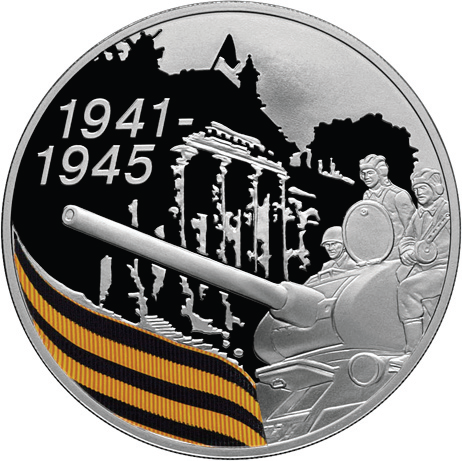
Российская монета серии «65-я годовщина Победы», 3 рубля, серебро
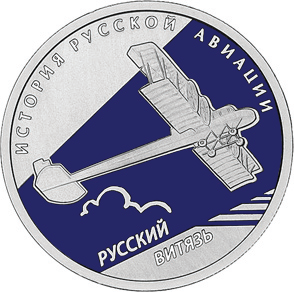
Российская монета серии «История русской авиации», 1 рубль, серебро
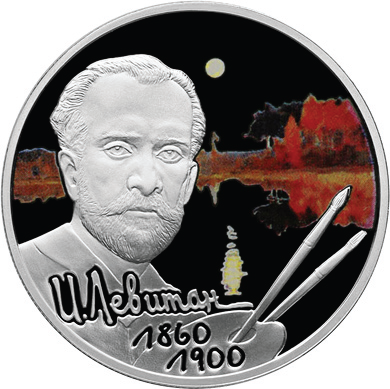
Российская монета серии «Выдающиеся личности России», 2 рубля, серебро
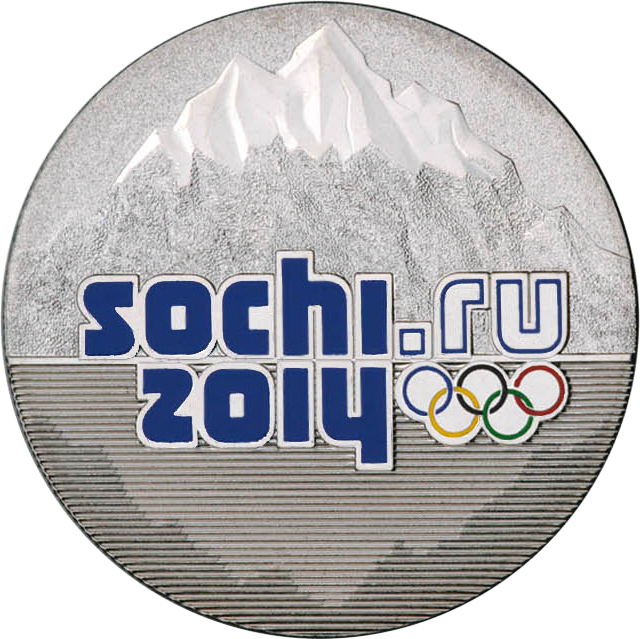
Российская монета к зимним Олимпийским играм 2014 года, 25 рублей, медно-никелевый сплав